# Museo de Abengibre
El museo arqueológico de Abengibre se encuentra situado en la segunda planta del Ayuntamiento de la localidad del mismo nombre, Abengibre, (Albacete) España, a unos 45 kilómetros de la capital; en una zona conocida como La Manchuela.

## El Museo
Fue inaugurado el 11 de mayo de 1996 por el expresidente de la Junta de Comunidades de Castilla-La Mancha, José Bono Martínez.
Se trata de una exposición permanente de piezas arqueológicas cedidas por el Museo Provincial de Albacete y donaciones de particulares y reproducciones, pertenecientes a los distintos periodos históricos de ocupación de la zona.
El principal impulsor de la creación de este museo es Abelardo López Pérez, un agricultor natural del municipio, que ha dedicado parte de su vida a recopilar piezas arqueológicas de la zona de La Manchuela que fueron donadas para la creación de la exposición.

## Colecciones
La colección del museo arqueológico de Ajengibre está estructurada en cuatro contextos históricos:

### Paleolítico y Neolítico
Los primeros ambientes históricos quedan reflejados en la pared de la izquierda, con lienzos pintados por el impulsor del museo, Abelardo López Pérez. En estos cuadros se puede observar una recreación de los ambientes, personajes y labores propias de la Prehistoria.

### Edad del Bronce y Edad del Hierro
En esta sección la exposición muestra una serie de vitrinas con piezas propias de la Edad del Bronce, destacando adornos, joyas y útiles domésticos y de caza. También podemos observar materiales de la Edad del Hierro como armas, adornos personales y cerámicas, destacando el Vaso Campaniforme. Esta parte se completa con ejemplos de actividades constructivas, agrícolas y ganaderas.

### Mundo Ibérico
Se trata de la parte más significativa del museo. Ocupa parte de la pared izquierda, el fondo de la sala y parte de la pared derecha. Dentro de este periodo, las piezas arqueológicas que podemos encontrar van desde exvotos, a elementos constructivos, pasando por vasijas, molinos de mano, adornos y hasta la reproducción de una tumba tumular.
Dentro de esta colección las piezas más importantes son las reproducciones pertenecientes a la Vajilla Ibérica hallada en el Vallejo, los conocidos Platos de Abengibre o Tesoro de Abengibre. Se trata de una cuidada reproducción, en plata, de ocho de los platos expuestos en el Museo Arqueológico Nacional, donada por la Consejería de Cultura de la Junta de Comunidades de Castilla-La Mancha en 1995.

#### El Tesoro de Abengibre

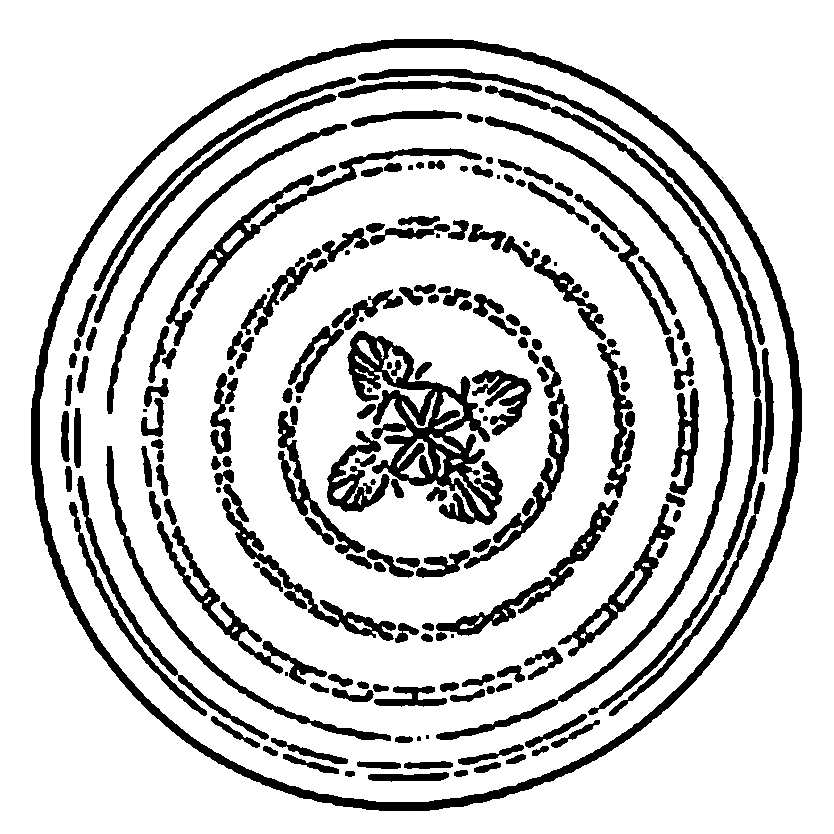
Bosquejo de uno de los elementos del Tesoro de Abengibre

Se trata de una vajilla de orfebrería del periodo ibero compuesta por veintidós platos de plata, hallados en octubre de 1934 por Sebastián Pérez López en el paraje El Vallejo de las Viñas mientras llevaba a cabo tareas agrícolas. Se encontraron junto con unas madejas a modo de cintas estrechas de plata. La vajilla está compuesta por fuentes circulares, platos y cuencos abiertos, realizados a torno y reforzados a martillo y soldado.
Nueve de los platos fueron vendidos al Museo Arqueológico Nacional en el mismo año de su hallazgo y otros nueve a  la casa de antigüedades La Dama de Elche de Valencia, que posteriormente los vendería también al MAN. Los otros cuatro fueron vendidos o regalados a particulares.
Se ha estimado que las piezas fueron producidas entre los años 400 a. C. y 201 a. C. Aportan gran información para el estudio de la escritura ibérica ya que contienen rasgos epigráficos con inscripciones en alfabeto ibérico meridional con nombre de personas y textos votivos, así como decoración con dibujos realizados a buril o cincel donde se aprecian guerreros, palmetas decorativas y siluetas de animales. Los platos con dibujos han desaparecido correspondiéndose con los cuatro que fueron regalados por la familia.
Su uso no se asocia con la vajilla de mesa para su utilización en la alimentación, si no a ritos funerarios, litúrgicos o en todo caso, banquetes y fiestas especiales. Algunos investigadores aportan la idea de que se trate de la vajilla ceremonial de un santuario que habría sido ocultada y sería producto de una acumulación sucesiva de ofrendas, en el que cada uno de los platos, fuentes o páteras habría sido personalizado, con inscripciones y/o dibujos alusivos a sus propietarios. La vajilla original se encuentra expuesta en el MAN mientras que en Abengibre podemos ver una copia de ocho piezas.

### Numismática, época romana y visigoda
En el centro de la sala de exposición nos encontramos con la parte dirigida a la disciplina de la Numismática. Las vitrinas presentan un conjunto de monedas ibéricas y romanas, parte introductoria a la época romana, la cual completa la pared izquierda de la sala, en la cual se exhiben materiales de construcción, ruedas de molino, cerámica, piezas de adorno personal, cabezas escultóricas, una estela con epigrafía romana y la fotografía, a tamaño real, de la estela funeraria romana hallada en un majuelo cerca de la Mina de Juan Sequera.

#### La estela romana la de laCasa de los Sastres
Deja constancia de la presencia romana en la zona y de la posible existencia de una villa romana. Su cronología nos retrotrae al siglo I d. C. Se trata de una estela de piedra caliza de la zona (47 cm desde su parte alta por 37 cm de anchura), realizada en un único bloque; su forma es cuadrada y su parte superior triangular rematada en frontón decorado con un rosetón con flor. En su parte central, en una cartela cuadrada (27 cm x 18 cm) y en bajorrelieve se lee la inscripción:
| FVSCA•L•P      | FVSCA•LUCI        | Fusca, hija de Lucio |
| OSIVMI•        | POSIVMI FILIA     | Posiumi, de 30 años. |
| AN•XXX•S•T•T•L | ANNNORUM•XXX•SIT• | Que la tierra le sea |
|                | TIBI•TERRA•LEVIS  | leve.                |

Está decorada a ambos lados con incisiones triangulares y en la parte inferior dos hojas con forma de corazón.
Los estudiosos proponen la idea de que perteneciera a una familia adinerada, dado el trabajo de la estela. Se encuentra expuesta en una propiedad privada, en una de las fachadas de las casas que componen el patio vecinal de la familia.
El recorrido termina con la época Visigoda, de la que se muestran algunos ejemplos cerámicos.

### Paneles centrales
La exposición se completa con unos paneles explicativos en forma de cubo, que describen de forma muy gráfica, los hallazgos arqueológicos más relevantes en torno al Arroyo de Abengibre, el río Júcar y la zona de La Manchuela, divididos por periodos históricos, así como las cartas arqueológicas de los principales yacimientos de la zona.